# História de Naruto
A história de Naruto refere-se à cronologia de eventos que transcorrem no mundo ficcional onde se situa a série de mangá e anime criada por Masashi Kishimoto e serializada na revista semanal Weekly Shōnen Jump desde 2015. A série se passa em um mundo em que ninjas podem usar o chakra para criar jutsus e realizar feitos super humanos aumentando suas habilidades físicas com taijutsu, usando ninjutsu para controlar os cinco elementos (fogo, vento, eletricidade, terra, água) ou genjutsu para criar ilusões na mente de seu adversário. Esses ninjas se organizam e fundam as chamadas Vilas Ocultas que recebem pedidos de missões de outros habitantes, as cinco maiores e mais importantes dessas vilas possuem um Kage como líder, que é o ninja mais forte e mais qualificado para o comando geral. Originalmente, os jutsus deveriam ser usados para pacificar o mundo, que era dominado pelo caos e o ódio, mas alguns ninjas passaram a criar e aprender jutsus para benefício próprio e até mesmo para fazer o mal,causando um desequilíbrio no mundo ninja. A ambição e a busca pelo poder absoluto faz com que às vezes algumas vilas se desentendam e provoquem uma guerra entre si, e alguns ninjas que desrespeitam as leis são expulsos e se tornam criminosos foragidos. Existem também os chamados Bijū, criaturas com um imenso poder que para não causar a destruição, são seladas dentro de pessoas denominadas jinchuurikis.
A história principal da série segue Naruto Uzumaki e seus amigos, Sasuke Uchiha e Sakura Haruno, que juntos formam um time de três pessoas nomeado Time 7 e liderado por Kakashi Hatake. Como todos os times ninjas de todas as Vilas Ocultas, o Time 7 é encarregado de completar diversos pedidos de missões que chegam na Vila Oculta da Folha (Konohagakure). Com o tempo Naruto descobre que possui um dos nove bijuus selado dentro de seu corpo, a chamada Kyuubi a Raposa de Nove Caudas, treina e adquire novas habilidades, faz novos companheiros, perde amigos, e encontra os mais perigosos ninjas procurados por todas as vilas, como Orochimaru e a organização criminosa Akatsuki.

## Criação dos ninjas
Em uma era de guerras e caos apareceu um sacerdote solitário com conhecimentos e habilidades grandes o suficiente para solucionar todos os mistérios e criar técnicas ninjas, os jutsus.
Este sacerdote, tentando trazer a paz, viajou pelo mundo pregando uma religião que ele denominou "Nin-Shuu" o tempo se passou, e "Nin-Shuu" tornou-se "Ninjutsu". O Ninjutsu não era usado como arma mas como um guia para trazer paz. Sua religião empregava um ensinamento que ele chamou de "As Seis Transmigrações do Chakra e da Alma", e por isso ficou conhecido como Eremita dos Seis Caminhos. Ele Reinava: "Eu vim para trazer paz e salvação". Ele acreditava que chegaria uma Era onde os homens chegariam a um senso comum.
O Eremita era chamado de salvador, um Messias, por seus grandes feitos, como a criação da Lua, e ele tinha o Rin'negan, que era conhecido como "Os Instrumentos dos Céus" por seus efeitos "divinos". Um de seus maiores feitos foi o selamento do Juubi, Bijuu de Dez Caudas, um monstro demoníaco com uma maldade enorme, em seu próprio corpo.
Como o Eremita dos Seis Caminhos estava tentando trazer paz ao mundo, seu tempo estava chegando ao fim, ele confiou a seus dois filhos os poderes e a vontade do caminho ninja pela paz, ao mais velho ele "nasceu" com os olhos do Rikudou Sennin e foi presenteado com um chakra poder espiritual, ele acreditou que a força era a chave para a paz, e ao mais novo, "nasceu" com o corpo do Eremita e lhe foi presenteado com força vital e energia física, ele acreditava que o amor era a chave para a paz. No leito de morte o Eremita escolheu seu sucessor, o seu filho mais novo. O irmão mais velho, não aceitando por acreditar que ele deveria ser o sucessor, atacou o irmão mais novo com ódio. O tempo passou, mas os descendentes desses dois irmãos continuaram a travar uma guerra de ódio, os descedentes do irmão mais velho foram chamados de Uchihas e o do irmão mais novo de Senjus.
Antes de morrer o Eremita, temendo que o Juubi escapasse, usou todo o seu poder para separar o chakra da Juubi em nove partes e espalhá-los pelo mundo, e com o chakra removido, o corpo da Juubi foi selado novamente e explodido no céu, onde seu poder não poderia ser alcançado, criando a Lua.

## Primeira Grande Guerra Ninja
Ocorre a Primeira Grande Guerra Ninja. Após o seu término alguns países se organizam para formar uma Vila Oculta, vilarejos de ninjas para a proteção do país. Uma dessas vilas foi a Vila Oculta da Folha, no País do Fogo, fundada por Hashirama Senju e Madara Uchiha, líderes de dois famosos clãs, Senju e Uchiha, respectivamente. Hashirama foi escolhido o Primeiro Hokage.
Com o mundo no Pós-Primeira Guerra, os fundadores da Vila da Folha tentam proteger as fronteiras da vila e do país e para isso fazem tratados e parcerias com as outras Vilas Ocultas. Aproveitando o interesse dos ninjas pelos Bijuus, incluindo tentativas de capturá-los (como Kinkaku e Ginkaku tentaram capturar a Kyuubi), o Primeiro Hokage distribui os Bijuus para as vilas, dando o bijuu que possui mais afinidade com a vila. A Vila da Areia recebe então o Bijuu de Uma Cauda, Shukaku. Porém quando o Primeiro Hokage sai da Vila, o controle sobre o Bijuu desaparece e Shukaku foge.
Eventualmente o Primeiro Kazekage consegue capturar o Shukaku e o sela no 1º Jinchuuriki do Shukaku. Porém o Shukaku vai aos poucos tomando controle do jinchuuriki até que consegue tomar posse dele, matando vários habitantes da vila e depois saindo do corpo e fugindo para o deserto.
Na Vila da Folha, Madara Uchiha, percebendo que o clã Senju estava limitando o poder de influência do clã Uchiha, enfrenta Hashirama Senju, Primeiro Hokage. Na luta, Madara invoca o Bijuu de Nove Caudas para destruir a Vila da Folha porém Mito Uzumaki, esposa de Hashirama, sela o Bijuu em si mesma para proteger seu marido, se tornando a 1ª Jinchuuriki do Bijuu de Nove Caudas. Hashirama sai vitorioso dessa luta, tendo matado Madara. Hashirama e seu irmão, Tobirama Senju, futuro Segundo Hokage, treinam Hiruzen Sarutobi. Quando cresce e se torna Jounin, é escolhido como Terceiro Hokage. Posteriormente, Hiruzen treina Jiraya, Tsunade e Orochimaru.

## Segunda Grande Guerra Ninja
- Sakumo Hatake, durante uma batalha, mata os pais de Sasori. (antes da 2ª Guerra)

Vila da Folha e a Vila da Pedra tem sérios desentendimentos, resultando numa guerra entre eles. Aproveitando a guerra, e como forma de vingança por terem matado os pais de Sasori, a Vila da Areia declara guerra a Vila da Folha. Assim acontece a Segunda Grande Guerra Ninja, com as batalhas acontecendo principalmente no País da Chuva, pequeno país que faz fronteira com o País do Fogo, País do Vento e País da Terra.
O Segundo Kazekage conseguiu capturar novamente o Shukaku, Bijuu de Uma Cauda, para usá-lo nas batalhas, mas antes mesmo da guerra acabar o Shukaku consegue fugir de novo. A Vila da Areia começa a passar por graves conflitos após o Kazekage morrer na guerra e sofrer várias baixas, demorando um tempo até escolher o Terceiro Kazekage. Por outro lado, a Vila da Folha sofreu poucas baixas graças a um bom time de ninjas médicos, destacando vários ninjas entre eles o time de Hiruzen Sarutobi (Jiraya, Tsunade e Orochimaru).
Durante a segunda metade da guerra um ninja da Vila da Chuva se destacou no país, Salamandra Hanzou, sendo escolhido para ser o líder da vila. Hanzou declarou guerra a Vila da Folha e em uma grande batalha final entre vários ninjas das duas Vilas os únicos sobreviventes são Hanzou e três ninjas da Folha, Jiraya, Tsunade e Orochimaru. Hanzou os parabeniza por serem fortes e terem sobrevivido a guerra, nomeando-os de Três Lendários Sannins da Vila da Folha, e desiste da guerra.
Com o fim da guerra, na volta para a vila os Três Lendários Sannins da Vila da Folha encontram três crianças órfãs da Vila da Chuva: Yahiko, Konan e Nagato. Jiraya decide ficar e cuidar delas até que estejam fortes o suficiente para serem ninjas, descobrindo posteriormente que Nagato possuia o Rinnegan, a técnica ocular mais poderosa, a mesma técnica que o Eremita dos Seis Caminhos possuía. Alguns anos após Jiraya deixar a Vila, os três fundam uma gangue para promover a paz na Vila da Chuva sem usar de violência. Hanzou considerou que isso poderia ser uma ameaça a sua liderança da vila, e com uma aliança secreta com Danzou da Vila da Folha, faz uma armadilha para a gangue de Nagato, matando Yahiko no processo e despertando o poder do Rinnegan de Nagato. Nagato derrota os ninjas da Chuva e da Folha e Hanzou foge. Nagato assume a identidade de Pain e juntamente com Tobi (sua identidade é secreta, mas na verdade ele é Obito) cria a Akatsuki, com o objetivo de reunir dinheiro e todos os bijuus e controlar o mundo ninja. Apesar de Tobi ser um dos fundadores, sua participação na Akatsuki se mantém em segredo. Pain lidera então uma facção em uma guerra civil na Vila da Chuva, até que consegue matar Hanzou e se torna o novo líder da Vila da Chuva.
Orochimaru, um dos Três Lendários Sennins da Vila da Folha, começa a fazer experimentos para ficar mais forte e desenvolver novos jutsus, entre eles um jutsu da imortalidade que permitiria transferir sua alma para um novo corpo. Para isso mata e usa os habitantes da Vila da Folha para experimentos em humanos, tomando o cuidado de não ser descoberto. O Terceiro Hokage desvenda suas atividades mas ao invés de matá-lo apenas o expulsa da Vila. Orochimaru então entra para a Akatsuki, formando dupla com Sasori (nukenin da Vila da Areia), sendo seu mais importante feito a captura do Bijuu de Sete Caudas junto com Sasori.
Ao saber que a Akatsuki está caçando e selando os Bijuus, o Terceiro Kazekage, mesmo não querendo, se vê obrigado a caçar e selar o Shukaku, para que a Akatsuki não o capture. Ele o sela, e baseando-se nas técnicas do jinchuuriki cria uma técnica própria para controlar a areia de ferro. Ter essa habilidade atraiu o interesse da Akatsuki, que o convidou a entrar na organização e entregar para Pain o Bijuu de Uma Cauda. Ao se negar a fazê-lo, e sem o conhecimento da Vila, o Kazekage enfrenta um dos membros da Akatsuki, Sasori, morrendo no processo e tendo seu corpo transformado em marionete.

## Terceira Grande Guerra Ninja
A Vila Oculta da Areia, sem saber o que aconteceu com o Terceiro Kazekage, e suspeitando que isso fosse obra de algum dos outros grandes países ninja, declara guerra dando início a Terceira Grande Guerra Ninja. Na guerra muitos ninjas da Vila da Folha ganharam fama, como Minato Namikaze, Kakashi Hatake e Itachi Uchiha, e por outro lado sofre poucas mas importantes perdas como a de Sakumo Hatake, o Canino Branco. A Vila da Areia sofre ainda mais baixas que na última Grande Guerra Ninja, e ao descobrir que a morte do Kazekage não foi causada pelos outros países, interrompe a guerra e faz um acordo de paz com a Vila da Folha. Após a guerra a Vila da Areia elege o Quarto Kazekage, conseguindo com ele capturar definitivamente o Shukaku, Bijuu de Uma Cauda, selando-o em seu filho, Gaara.
Na Vila da Folha, Kushina Uzumaki, 2ª Jinchuuriki do Bijuu de Nove Caudas e esposa de Minato, atual Quarto Hokage, está prestes a dar à luz o seu filho, Naruto Uzumaki. Tobi aproveita o momento de fragilidade do seu corpo ao dar à luz para libertar o Bijuu e, usando seu Sharingan, comandá-la para atacar a Vila da Folha. Os ninjas da Vila da Folha tentam deter o Bijuu e muitos morrem, até que Minato usa um jutsu para selar o Bijuu em seu filho, Naruto, morrendo no processo. Com a morte do Quarto Hokage, Hiruzen Sarutobi, volta a liderar a vila. Percebendo que os Uchihas poderiam controlar os bijuus e temendo que eles novamente atacassem a Vila da Folha com um bijuu, os líderes da Vila da Folha fazem com que Itachi Uchiha, o prodígio do clã Uchiha, mate todas as pessoas do clã e fuja, e depois colocam toda a culpa em Itachi fazendo-o ser um ninja procurado.
Itachi sai da vila e entra para a Akatsuki. Orochimaru, ao perceber o poder do Itachi, o cobiça e planeja um modo de roubar os olhos de Itachi para si. Quando os dois finalmente lutam, Itachi o derrota. Ao ver que nunca superará Itachi, Orochimaru sai da organização e funda a Vila Oculta do Som para usá-la como camuflagem para um esconderijo seu, e continua suas experiências para desenvolver novos jutsus.
Orochimaru enfrenta em segredo e derrota o Quarto Kazekage, usando-o como disfarce para fazer a Vila da Areia criar uma aliança com a Vila do Som para invadir a Vila da Folha. Durantes o Exame Chunin, realizado duas vezes por ano, Orochimaru coloca o Selo Amaldiçoado em Sasuke, fazendo com que a Vila da Folha descubra o envolvimento de Orochimaru mas o plano se realiza mesmo com a Vila já alertada para um possível ataque. Ninjas do Som e da Areia atacam a Vila. Orochimaru enfrenta o Terceiro Hokage e o mata mas perde o uso de seus braços na batalha e com isso não pode mais usar nenhum jutsu, fugindo e abandonando o ataque. Gaara, Jinchuuriki do Bijuu de Uma Cauda, enfrenta Sasuke e Naruto, Jinchuuriki do Bijuu de Nove Caudas, sendo derrotado. Na batalha Naruto consegue influenciar positivamente Gaara, que sai da batalha mudado e deixa de ser frio e cheio de ódio pelas pessoas. Sendo revelado que o Quarto Kazekage era o Orochimaru camuflado, a Vila da Areia se rende e com a ajuda da Vila da Folha encontram o corpo do Quarto Kazekage.
Com o Hokage morto, A Vila da Folha pede a Jiraya para ser o novo Hokage, porém se recusa e diz ofertar o cargo à ((Tsunade)), outra Sannin lendária como ele e Orochimaru, e neta do Primeiro Hogake Hashirama, então, Jiraya e Naruto partem em busca para trazê-la a vila para ser a Hokage. No processo eles enfrentam Itachi e Kisame, da Akatsuki, que desejavam capturar Naruto e a Kyuubi. Sasuke também participa da batalha, mas é atingido por um Genjustu de Itachi e fica em coma. Ao perceberem que não conseguiriam capturar Naruto, Itachi e Kisame fogem. Jiraya e Naruto finalmente encontram Tsunade mas encontram também Orochimaru que desejava convencer Tsunade a curar seus braços. Jiraya e Tsunade enfrentam e derrotam Orochimaru, que foge, e Tsunade é nomeada Quinta Hokage.
Orochimaru deseja trazer Sasuke para seu lado para transferir sua alma para o corpo de Sasuke e assim envia o Quarteto do Som para a Vila da Folha. Lá eles encontram um Sasuke com dúvidas sobre sua força e a capacidade da Vila de torná-lo mais forte. Com a demonstração do poder do Selo o Quarteto convence Sasuke de ir com eles. Alguns ninjas da Vila da Folha tentam segui-los e os enfrentam um a um. No fim Sasuke enfrenta Naruto e o derrota, saindo assim para encontrar Orochimaru. Pelo atraso de Sasuke, Orochimaru precisou trocar de corpo antes que morresse, e após a troca não poderia mudar novamente por alguns anos. Assim Orochimaru passa a treinar Sasuke preparando seu corpo para quando fosse possuí-lo. Naruto, que também deseja se tornar mais forte para trazer Sasuke de volta e não perder mais nenhum amigo, sai em uma jornada de treinamento com Jiraya.

## Akatsuki e Sasuke
Durante três anos os Três Lendários treinam seus discípulos (Jiraya e Naruto, Tsunade e Sakura, Orochimaru e Sasuke), e nesse meio tempo a Vila da Areia escolhe Gaara para ser o Quinto Kazekage.
Deidara e Sasori, da Akatsuki invadem a Vila da Areia e capturam Gaara. Ninjas da Vila Folha (incluindo Naruto e Sakura) e da Vila da Areia tentam impedir a extração do Bijuu mas não conseguem. Na batalha Sasori morre e Deidara foge. Gaara morre na extração, mas é revivido pela Chiyo com a ajuda de Naruto, e se mantém como Quinto Kazekage. Um tempo depois, a dupla da Akatsuki Hidan e Kakuzu capturam o Bijuu de Duas Caudas. Logo depois seguem para o País do Fogo onde destroem o Templo do Fogo e depois matam Asuma. Num segundo combate contra os ninjas da Folha, a dupla é derrotada. Na Akatsuki, Deidara é apresentado a um novo membro da organização que ficará no lugar de Sasori, Tobi, um membro novato, e a nova dupla captura o Bijuu de Três Caudas. Kisame Hoshigaki captura o Bijuu de Quatro Caudas, e ao ver Tobi reconhece a sua verdadeira identidade, e Madara assume oficialmente o posto de líder da Akatsuki. Com isso a Akatsuki já capturou seis bijuus faltando apenas três.
Após todo o treinamento, Sasuke se torna um poderoso ninja. Orochimaru, quando chega o momento que a restrição de tempo para a troca de corpo acaba, decide finalmente ter a batalha final contra Sasuke para tomar seu corpo, mas Sasuke o vence, matando-o. Kabuto, que acompanhou a batalha, sela em seu corpo os restos mortais e o espírito de Orochimaru assim que tem a chance. Livre da supervisão de Orochimaru, Sasuke monta seu próprio time e vai atrás de Itachi para realizar sua vingança. Porém antes de encontrar Itachi ele enfrenta e mata Deidara. Finalmente Sasuke encontra Itachi, e em uma luta disputada ele o derrota, com Itachi no final dando seu poder para Sasuke. Tobi, da Akatsuki, aparece para pegar os olhos de Itachi e captura Sasuke revelando para ele a verdade sobre Itachi e o extermínio do clã. Convencido, Sasuke se alia a Akatsuki.
Com a ameaça da Akatsuki aumentando cada vez mais ao capturar os Bijuus, Jiraya reúne informações sobre o líder da organização e descobre que ele está na Vila da Chuva. Jiraya se infilta na Vila em busca de mais informações e acaba enfrentando o líder, Pain, que Jiraya posteriormente reconhece como sendo Yahiko, seu ex-aluno da Vila da Chuva. Na batalha Jiraya morre mas consegue enviar para a Vila da Folha pistas sobre os poderes de Pain. Ao saber da morte de Jiraya e o ataque iminente de Pain, Naruto começa seu treinamento Sennin.
Pain captura o Bijuu de seis caudas, e recebe a informação de que Sasuke capturou o Bijuu de oito caudas, sem saber que este havia escapado. Como só faltaria o Bijuu 9, Pain se apressa para invadir a Vila da Folha antes que eles descubram mais sobre seus poderes. Na invasão à Vila da Folha, Pain derrota muitos dos ninjas da Folha e destrói o vilarejo, até que Naruto chega e usando seu Chakra Sennin o derrota, convencendo-o que seu modo de trazer a paz estava errado. Pain então ressuscita os ninjas mortos e morre no processo.(porque usou todo seu chackra e sua energia vital)

## Quarta Grande Guerra Ninja
Raikage, líder da Vila da Nuvem do País do Trovão, recebe a notícia da captura do Hachibi por Sasuke e a Akatsuki. Considerando que a vila já teve um outro bijuu capturado pela Akatsuki, o Nibi, Raikage convoca uma reunião com todos os Kages para decidir como lidarão com a Akatsuki. Com a Tsunade em coma após a invasão de Pain os líderes da Vila da Folha escolhem Danzou para ser o Sexto Hokage temporário e participar da reunião dos Kages. A reunião é interrompida por Sasuke e Tobi. Sasuke enfrenta primeiro o Raikage, e depois enfrenta os cinco Kages, sendo derrotado e salvo por Tobi, que revela ser Madara Uchiha revelando também seu objetivo final: reunir os Nove Bijuus com o último pedaço do Juubi que está na lua, reconstruindo o Juubi e tornando-se o seu Jinchuuriki. Com isso poderá ampliar o poder do seu Sharingan e usar a Lua para aplicar um Genjutsu no mundo todo, controlando todo o mundo ninja. Madara demanda que os Kages lhe entreguem o Hachibi e a Kyuubi, e como os kages recusam Madara declara o início da Quarta Grande Guerra Ninja. Logo mais é descoberto que Tobi não é Madara! E o verdadeiro Madara encontra-se morto. E quem se esconde por trás da mascara com o nome de Tobi, nada mais é do que Obito! Que depois se transforma no Jinchuuriki do Juubi. 
Assim que os 4 hokages (lideres da aldeia da folha) antepassados se reunem levando consigo Uchiha Sasuke, Orochimaru e mais 3 pessoas começam a lutar com o novo jinchuuriki (Uchiha Obito).Ao decorrer da batalha ele invoca a Árvore Divina que sugava o chakara dos ninjas com o objetivo de mata-los ao chegar ao duvidoso fim Uzumaki Naruto e Uchiha Sasuke e entre outro tiram todas as bijus de Obito, no qual Naruto conversou com ele e o convenceu a vir lutar junto a ele, porém Madara ainda esta lá e pretende tomar o poder do juubi de volta para suas mãos.  